# Heliobolus
Heliobolus es un género de lagartos de la familia Lacertidae. Sus especies se distribuyen por el África subsahariana.

## Especies
Se reconocen las siguientes cuatro especies:
- Heliobolus lugubris (Smith, 1838)
- Heliobolus neumanni (Tornier, 1905)
- Heliobolus nitidus (Günther, 1872)
- Heliobolus spekii (Günther, 1872)